# Etiopia na letnich igrzyskach olimpijskich
Etiopia wystartowała po raz pierwszy na letnich IO w 1956 roku na igrzyskach w Melbourne. Od tamtej pory wystartowała czternastokrotnie. Wszystkie dotychczasowe medale zdobyli lekkoatleci.

## Klasyfikacja medalowa
| Olimpiada           | Złoto | Srebro | Brąz | Razem |
| ------------------- | ----- | ------ | ---- | ----- |
| 1956 Melbourne      | 0     | 0      | 0    | 0     |
| 1960 Rzym           | 1     | 0      | 0    | 1     |
| 1964 Tokio          | 1     | 0      | 0    | 1     |
| 1968 Meksyk         | 1     | 1      | 0    | 2     |
| 1972 Monachium      | 0     | 0      | 2    | 2     |
| 1980 Moskwa         | 2     | 0      | 2    | 4     |
| 1992 Barcelona      | 1     | 0      | 2    | 3     |
| 1996 Atlanta        | 2     | 0      | 1    | 3     |
| 2000 Sydney         | 4     | 1      | 3    | 8     |
| 2004 Ateny          | 2     | 3      | 2    | 7     |
| 2008 Pekin          | 4     | 1      | 2    | 7     |
| 2012 Londyn         | 3     | 1      | 3    | 7     |
| 2016 Rio de Janeiro | 1     | 2      | 5    | 8     |
| 2020 Tokio          | 1     | 1      | 2    | 4     |
| Razem               | 23    | 10     | 24   | 57    |

### Według dyscyplin
| Dyscyplina    | Złoto | Srebro | Brąz | Razem |
| ------------- | ----- | ------ | ---- | ----- |
| Lekkoatletyka | 23    | 10     | 24   | 57    |
| Razem         | 23    | 10     | 24   | 57    |